# Bourse de recherche universitaire de la Royal Society
La Bourse de recherche universitaire de la Royal Society (en anglais Royal Society University Research Fellowship) abrégé en  (URF) est une bourse de recherche attribuée, au Royaume-Uni, à des scientifiques exceptionnels en début de carrière qui sont estimés, par la Royal Society, avoir le potentiel de devenir des leaders dans leur domaine. Les bourses de recherche financent tous les domaines de recherche en science de la nature, y compris les sciences de la vie, les  sciences physiques et l'ingénierie, à l'exclusion toutefois de la médecine.

## Description
Le programme URF offre la possibilité aux boursiers de se construire une carrière indépendante en recherche scientifique. On s'attend à ce que les boursiers soient de bons candidats à des postes de professeurs permanents dans les universités à la fin de leur bourse. En 2017, la bourse finance jusqu'à 80% des coûts d'un salaire de base au boursier, les 20% restants étant généralement fournis par l'université qui accueille le boursier. Il reçoit également une subvention pour couvrir les frais de recherche. 
Les bourses sont attribuées annuellement. En 2016, 25 universités au Royaume-Uni et en Irlande accueillaient 44 boursiers de recherche universitaires nouvellement nommées. En 2015, le taux d'acceptation des candidatures était de 8% ,.
Plusieurs anciens boursieurs  ont été par la suite élus Fellow de la Royal Society, par exemple Athene Donald, Richard Borcherds, Frances Ashcroft  et David J. Wales.

## Boursiers
La Royal Society a sélectionné 38 nouveaux boursiers en 2020, 43 boursiers en 2019, 42 boursiers en 2018. D'autres boursiers actuels ou anciens comprennent notamment :
- Frances Ashcroft (1985–1990), Oxford
- Terri Attwood, University College de Londres (1993-1999), Université de Manchester (1999-2002)[11]
- Jean Beggs Université d'Édimbourg[Quand ?]
- Sarah-Jayne Blakemore (2007–2013)[12] University College London
- Richard Borcherds [Quand ?]
- Sarah Bridle (en) (2008–2012)[13] Université de Manchester
- Brian Cox (2005–2013)[14] Université de Manchester
- Gideon Davies (1996–2005)[15] Université de York
- Athene Donald (1983), Université de Cambridge
- David Tudor Jones (en) (1995–1999)[16] University College London
- Andrew Peter Mackenzie (en) (1993–2001) Université de Birmingham[17]
- Zita Martins (en) (2014–2017)[18] Imperial College London
- Shahn Majid (en) (1993-2003)[19] professeur de mathématiques à la School of Mathematical Sciences, Queen Mary, Université de Londres.
- John Pethica[5][Quand ?]  professeur de science des matériaux à la Science Foundation Ireland au Trinity College de Dublin
- Tanya Monro (en) (2000-2005)[20] pour la recherche à l'Université de Southampton
- Andy Ridgwell, School of Geographical Sciences, Université de Bristol[21]
- Amelie Saintonge (2013-2021) University College London[22]
- Tom Sanders (2016-2019)[23] Université d'Oxford
- Suzie Sheehy (2017 -) pour la recherche à l'Université d'Oxford [24]
- Nigel Scrutton (en) (1991-1999) pour la recherche à l'Université de Cambridge et à l'Université de Leicester[25]
- Beth Shapiro (2006-2007)[26] Université d'Oxford, Université de Californie à Santa Cruz
- Stephen Warren (en)[27], professeur d'astronomie au Imperial College London.
- David J. Wales (en) (1991-1998), Université de Cambridge[6]
- Kathy Willis (en)[28][Quand ?], professeur de biodiversité au Département de zoologie de l'Université d'Oxford
- Tara Shears (en) (2000-2008)[29], professeure de physique à l'Université de Liverpool